# NHK放送文化研究所
NHK放送文化研究所（エヌエイチケイほうそうぶんかけんきゅうじょ、英語：NHK Broadcasting Culture Research Institute、略称：文研）とは、日本放送協会（NHK）が1946年に設立した放送研究機関。所在地は東京都港区愛宕。

## 概要
創造された放送文化の調査研究を行い、それに即した刊行物も年に数回発行している。研究員の中にはアナウンサーや記者の出身者も少なくない。
2002年まではNHK放送博物館と同じ建物にあった。

## アナウンサー出身の関係者

### 現在
- 武田涼介（たけだ・りょうすけ）
- 昼間敬仁（ひるま・たかよし）
- 斉藤孝信（さいとう・たかのぶ）
- 中山準之助（なかやま・じゅんのすけ）
- 藤井まどか（ふじい・まどか）
- 魚住優（うおずみ・ゆう）[1]
- 五味哲太（ごみ・てつた）

### 過去
- 岩澤忠彦（いわさわ・ただひこ）（現・NHK放送研修センター・ことばコミュニケーションセンター長、元NHK放送文化研究所長）
- 大出岳史（おおで・たけし）（現・NHKサービスセンター札幌支局長）
- 小川浩司（おがわ・こうじ）（現・NHK津放送局）
- 兼清麻美（かねきよ・あさみ）（現・NHK大阪放送局）
- 合田敏行（ごうだ・としゆき）（現・NHK放送研修センター・ことばコミュニケーションセンター）
- 北村紀一郎（きたむら・きいちろう）（現・NHK松江放送局）
- 柴田実（しばた・みのる）
- 柴田厚（しばた・あつし）
- 杉原満（すぎはら・みつる）（現・NHK放送センター）
- 滝島雅子（たきしま・まさこ）
- 田中孝宜（たなか・たかのぶ）（現・神奈川大学国際日本学部教授）
- 田中浩史（たなか・ひろふみ）（現・跡見学園女子大学教授）
- 中村豊（なかむら・ゆたか）（現・NHK盛岡放送局）
- 中尾晃一郎（なかお・こういちろう）（現・NHK岐阜放送局）
- 中村茂（なかむら・しげる）（元NHK放送文化研究所長）
- 野地俊二（のじ・しゅんじ）
- 松本和也（まつもと・かずや）（現・青二プロダクション所属）

## 不祥事
2023年6月、2022年11月に実施した世論調査対象者1200人分の個人情報が紛失していた事を発表した。